# Денежниково (Рязанская область)
Денежниково — посёлок в Окском сельском поселении Рязанского района Рязанской области России.

## Расположение
Расположена в 18 км на юг от Рязани.

## Транспорт
В черте посёлка расположена железнодорожная станция Денежниково Московской железной дороги.

## Население
| 2010 |
| ---- |
| 261  |